# Landschaftsschutzgebiet Hönnetal

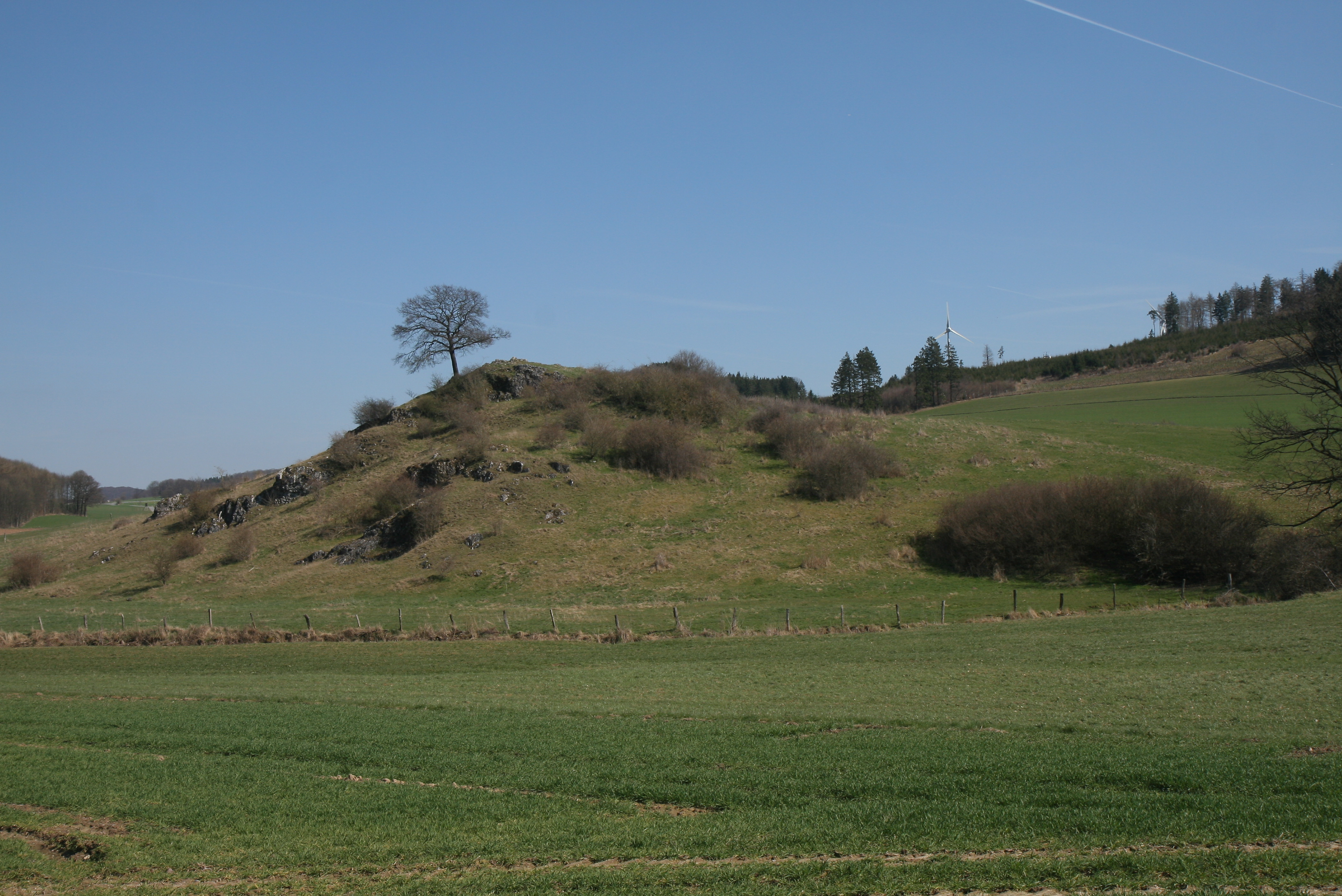
Felskuppe Kattenstein im Landschaftsschutzgebiet Hönnetal südöstlich Garbeck

Das Landschaftsschutzgebiet Hönnetal mit 39 ha Flächengröße liegt im Märkischen Kreis auf dem Gebiet der Stadt Balve. Es wurde 1989 erstmals durch den Kreistag des Märkischen Kreises mit dem Landschaftsplan Balve – Mittleres Hönnetal als Landschaftsschutzgebiet (LSG) vom Typ B (Besonderer Landschaftsschutz) mit dem Namen Landschaftsschutzgebiet Hönnetal südöstlich von Garbeck ausgewiesen. 2015 erfolgte mit dem 2. Änderung Landschaftsplan Nr. 2 Balve-Mittleres-Hönnetal eine erneute Ausweisung. Das LSG befindet sich südlich Garbeck. Das LSG geht bis an den Siedlungsrand.

## Beschreibung
Das LSG umfasst Grünlandflächen im Hönnetal. Im LSG liegen meist intensiv genutzte Wiesen- und Weideflächen. Im Landschaftsschutzgebiet liegen drei geschützte Biotope gemäß § 30 BNatschG:
- Hönne bei Garbeck (Kennung:BK-4613-0116) mit 0,42 ha mit dem relativ naturnahen Hönne-Lauf ca. 750 m Länge. Der mäandernde 3 bis 4 m breite Bach durchfließt eine intensiv landwirtschaftlich genutzte Aue und wird meist von einem lückigen Auen-Galeriewald gesäumt. In den Gehölzlücken finden sich Fließgewässer-Röhrichte, teils stark durchsetzt mit Neophyten wie Drüsigem Springkraut und Riesen-Bärenklau. Die Felskuppe Kattenstein
- Felskuppe Kattenstein mit umliegendem Weidegrünland südlich von Garbeck (Kennung:BK-4613-0157) mit 2,01 ha mit dem Kattenstein. Er ist der südlichste Ausläufer des zusammenhängenden Balver Massenkalkzuges. Der Fels ist etwa 15 m hoch. Der Felsbereich ist teils offen und teils verbuscht. Am Felsbereich befindet sich artenreiches und basiphiles Magergrünland, dass von einer mäßig extensiv genutzten, artenreichen Weidelgras-Weißklee-Weide umgeben ist. Die Felsbereiche werden aufgrund ihrer Steilheit und Unzugänglichkeit von den Rindern gemieden, sie werden von artenreichen Felsfluren und von einigen Kalk- und Magerkeitszeigern lückig bewachsen. Die flachgründigen Kuppenbereiche werden von ebenfalls nur gelegentlich begangenem und beweidetem Magergrünland mit Anklängen an Kalk-Halbtrockenrasen eingenommen, die v. a. im Osten deutliche Verbuschungstendenzen aufweisen. Stellenweise haben sich bereits dichte Schlehen-Rosen-Gebüsche entwickelt. Eine alte Solitär-Stieleiche fällt auf der Kuppe ebenfalls auf. Das umliegende Weidegrünland wird nur mäßig extensiv genutzt und bildet damit eine wertvolle Pufferfläche für die Kalkkuppe. Das Gebiet ist als Lebensraum für zahlreiche Tier- und Pflanzenarten, aus geologischen und auch aus landschaftsästhetischen Gründen für den Biotopverbund von besonderer Bedeutung.
- Brachgefallenes Feuchtgrünland an der Hönne südlich des Kattensteins (Kennung:BK-4613-0161) mit 0,50 ha. Rechts und links des Blintroper Wegs liegen zwei artenreiche, an die Hönne angrenzende Feuchtbrachen. Das Umfeld bilden intensiv genutzte Wiesen- und Weideflächen. Die durch eine schmale Straße voneinander getrennten Teilflächen unterscheiden sich in ihrer Ausprägung. Die östliche Fläche ist eingezäunt und war als Weihnachtsbaumkultur in Nutzung, wovon noch einige verbliebene, randliche Fichten zeugen. Es hat sich inzwischen eine flächige Baldrian-Mädesüß-Flur entwickelt, zum Bach hin durch sich ausbreitenden Riesen-Bärenklau beeinträchtigt. Letztere Art findet sich vereinzelt auch in der westlichen Fläche, die jedoch als verbrachte, seit Längerem nicht mehr genutzte Feuchtwiese mit mehreren Calthion-Arten und lokal auch noch Wiesengräser aufweist. Das Gebiet stellt in der ansonsten intensiv genutzten Hönne-Aue südlich von Garbeck einen wertvollen Refugial-Lebensraum u. a. für das gefährdete Sumpf-Weidenröschen und für die Rispen-Segge dar und ist damit auch für den Biotopverbund von besonderem Wert.

## Besondere Pflanzenarten
Das Biotopkataster führt die folgenden Magergrünland- und Kalkfelsarten am Kattenstein auf: Acker-Hornkraut, Rot-Schwingel, Wolliges Honiggras, Magerwiesen-Margerite, Gewöhnlicher Hornklee, Spitzwegerich, Gewöhnliches Ruchgras, Horst-Rot-Schwingel, Kleines Habichtskraut, Acker-Witwenblume, Wiesen-Lieschgras, Kleine Bibernelle, Frühlings-Fingerkraut, Kleine Braunelle, Jakobs-Greiskraut, Gamander-Ehrenpreis, Wiesen-Flockenblume, Wiesen-Labkraut, Zaun-Wicke, Rauhaarige Gänsekresse, Gewöhnliches Ferkelkraut, Purgier-Lein, Mauerraute, Braunstieliger Streifenfarn, Breitblättriger Thymian, Rundblättrige Glockenblume, Kleines Habichtskraut, Milder Mauerpfeffer, Zimbelkraut und Kleiner Wiesenknopf. Ferner kommen die Nass- und Feuchtgrünlandbrachearten im brachgefallenen Feuchtgrünland vor: Echtes Mädesüß, Rohrglanzgras, Sumpfdotterblume, Pfennigkraut, Sumpf-Schwertlilie, Zottiges Weidenröschen, Sumpf-Weidenröschen, Flatter-Binse, Sumpf-Hornklee, Sumpf-Vergissmeinnicht Wilde Sumpfkresse und Wasserdost.

## Schutzzweck
Die Ausweisung erfolgte zur Erhaltung, Entwicklung oder Wiederherstellung der Leistungs- und Funktionsfähigkeit des Naturhaushalts oder der Regenerationsfähigkeit und nachhaltigen Nutzungsfähigkeit der Naturgüter, einschließlich des Schutzes von Lebensstätten und Lebensräumen. Ferner wegen der Vielfalt, Eigenart oder Schönheit oder der besonderen kulturhistorischen Bedeutung der Landschaft und wegen ihrer besonderen Bedeutung für die Erholung.

## Rechtliche Vorschriften
Im LSG ist unter anderem das Errichten von Bauten verboten. Vom Verbot ausgenommen sind die Errichtung von Melkständen und offenen Schutzhütten für das Weidevieh und die Errichtung von ortsüblichen Weide- und Forstkulturzäunen sowie ortsüblichen Grundstückseinfriedungen. Die Neuanlage von Weihnachtsbaumkulturen, Schmuckreisig- und Baumschulkulturen und die Neuaufforstung ist verboten und unterliegt einer behördlichen Genehmigung der Unteren Naturschutzbehörde.